# 何新 (1968年)
何新（1968年6月—），河南扶沟人，汉族，中国共产党党员。中华人民共和国政治人物、第十三届全国人民代表大会黑龙江省代表。

## 生平
2018年，何新被选为黑龙江省出席第十三届全国人民代表大会代表。